# At the Opera House
At the Opera House (с англ. — «В оперном театре») — альбом американской джазовой певицы Эллы Фицджеральд, записанный на концертах в рамках цикла «Джаз в филармонии» (англ. Jazz at the Philharmonic), организованного Норманом Гранцом. Альбом включает 2 джем-сейшна певицы и сессионных музыкантов, которые были проведены 29 сентября и 7 октября 1957 года в Оперном театре Чикаго и «Шрайн-Аудиториум» Лос-Анджелеса соответственно. Пластинка была выпущена на лейбле Verve Records под студийным номером MGV-8264.

## Отзывы
В своем отзыве на портале Allmusic, музыкальный критик Скотт Янов написал об альбоме: «… этот альбом я бы рекомендовал в основном её самым большим поклонникам. Тем не менее, музыка замечательная, есть разные варианты между разными версиями, а её голос был на высоте».

## Список композиций
| №                   | Название                                  | Текст песни         | Музыка                                | Длительность |
| ------------------- | ----------------------------------------- | ------------------- | ------------------------------------- | ------------ |
| 1.                  | «It’s All Right With Me»                  | Коул Портер         | Коул Портер                           | 2:32         |
| 2.                  | «Don’cha Go ’Way Mad»                     | Эл Стиллман         | Джимми Манди                          | 2:42         |
| 3.                  | «Bewitched, Bothered and Bewildered»      | Лоренц Харт         | Ричард Роджерс                        | 3:01         |
| 4.                  | «These Foolish Things (Remind Me of You)» | Хольт Марвелл       | Гарри Линк                            | 3:46         |
| 5.                  | «I’ll Wind»                               | Тед Колер           | Гарольд Арлен                         | 2:47         |
| 6.                  | «Goody Goody»                             | Джонни Мёрсер       | Мэтти Мальнек                         | 1:54         |
| 7.                  | «Moonlight in Vermont»                    | Джон Блэкбёрн       | Карл Сюсдорф                          | 3:06         |
| 8.                  | «Them There Eyes»                         | Уильям Трэйси       | Масео Пинкард                         | 2:08         |
| 9.                  | «Stompin’ at the Savoy»                   | Энди Разаф          | Бенни Гудмен, Эдгар Сэмпсон, Чик Уэбб | 5:14         |
| Общая длительность: | Общая длительность:                       | Общая длительность: | Общая длительность:                   | 27:10        |

| №                   | Название                                  | Текст песни         | Музыка              | Длительность |
| ------------------- | ----------------------------------------- | ------------------- | ------------------- | ------------ |
| 1.                  | «It’s All Right With Me»                  |                     |                     | 2:45         |
| 2.                  | «Don’cha Go ’Way Mad»                     |                     |                     | 2:31         |
| 3.                  | «Bewitched, Bothered and Bewildered»      |                     |                     | 3:22         |
| 4.                  | «These Foolish Things (Remind Me of You)» |                     |                     | 3:49         |
| 5.                  | «I’ll Wind»                               |                     |                     | 2:53         |
| 6.                  | «Goody Goody»                             |                     |                     | 1:55         |
| 7.                  | «Moonlight in Vermont»                    |                     |                     | 3:51         |
| 8.                  | «Stompin’ at the Savoy»                   |                     |                     | 7:15         |
| 9.                  | «Oh, Lady be Good!»                       | Айра Гершвин        | Джордж Гершвин      | 4:25         |
| Общая длительность: | Общая длительность:                       | Общая длительность: | Общая длительность: | 32:10        |

## Участники записи
- Элла Фицджеральд — вокал.
- Оскар Питерсон — фортепиано.
- Херб Эллис — гитара.
- Рэй Браун — контрабас.
- Джо Джонс — барабаны.
- Конни Кей — барабаны.
- Рой Элдридж — труба.
- Джей Джей Джонсон — тромбон.
- Сонни Стит — альт-саксофон.
- Лестер Янг — тенор-саксофон.
- Иллинойс Джекет — тенор-саксофон.
- Коулмен Хоукинс — тенор-саксофон.
- Стэн Гетц — тенор-саксофон.
- Флип Филлипс — тенор-саксофон.